# Cindy Walker
Cindy Walker, född 20 juli 1918 i Mart, Texas, död 23 mars 2006 i Mexia, Texas, var en amerikansk countrymusikkompositör och sångerska.
Hon betraktas som en av countryns främsta kompositörer. Hon växte upp i en mycket musikalisk familj; hennes far- och morföräldrar skrev religiösa sånger. 1942 reste hon med sin far till Los Angeles och där presenterade hon en sång, "Lone Star Trail", som kom att sjungas in av Bing Crosby. 1944 sjöng hon själv in sin låt "When My Blue Moon Turns to Gold Again". Den hamnade på hitlistorna och kom sedan att spelas in av bland andra Jim Reeves och Merle Haggard.
Under 1940-talet skrev hon närmare 40 låtar som förekom i westernfilmer. 1949 sjöng Eddie Arnold in en av hennes kompositioner, "Take Me in Your Arms and Hold Me", som blev etta på hitlistorna. Den "återupplivades" av Ray Charles 1962 och sedan även av B.B. King (1994) och Van Morrison (1995). 
Bland hennes övriga kompositioner märks "Sugar Moon" (1960). Pat Boone och hon skrev texten till en av Jim Reeves allra största hits, "Distant Drums".
Walker valdes in i Country Music Hall of Fame 1997.

## Diskografi
Studioalbum (solo)
- 1964 – Words and Music by Cindy Walker

Samlingsalbum
- 1997 – Words and Music

Singlar
- 1944 – "When My Blue Moon Turns to Gold Again" (#5 på Billboard Hot Country Songs)